# Mubadala World Tennis Championship 2022
Il Mubadala World Tennis Championship 2022 è stato un torneo esibizione di tennis disputato su campi in cemento. È stata la 14ª edizione dell'evento che si è svolta dal 16 al 18 dicembre 2022. Hanno partecipato sei giocatori e due giocatrici fra i primi del mondo. Il torneo si è svolto nel Abu Dhabi International Tennis Complex di Zayed Sports City ad Abu Dhabi negli Emirati Arabi Uniti. Questo è stato un torneo di preparazione all'ATP Tour 2023 e al WTA Tour 2023.

## Partecipanti

### Teste di serie singolare maschile
| Nazionalità | Giocatore          | Ranking | Testa di serie* |
| ----------- | ------------------ | ------- | --------------- |
| Spagna      | Carlos Alcaraz     | 1       | 1               |
| Norvegia    | Casper Ruud        | 3       | 2               |
| Grecia      | Stefanos Tsitsipas | 4       | 3               |
| Russia      | Andrej Rublëv      | 8       | 4               |
| Regno Unito | Cameron Norrie     | 14      | 5               |
| Croazia     | Borna Ćorić        | 26      | 6               |

### Teste di serie singolare femminile
| Nazionalità | Giocatore     | Ranking | Testa di serie* |
| ----------- | ------------- | ------- | --------------- |
| Tunisia     | Ons Jabeur    | 2       | 1               |
| Regno Unito | Emma Raducanu | 76      | 2               |

## Campioni

### Singolare maschile
Stefanos Tsitsipas ha sconfitto in finale  Andrej Rublëv per 6-2, 4-6, 6-2

### Singolare femminile
Ons Jabeur ha sconfitto  Emma Raducanu con il punteggio di 5-7, 6-3, 10-8.